# Philonthus cyanipennis
Philonthus cyanipennis es una especie de escarabajo del género Philonthus, familia Staphylinidae. Fue descrita científicamente por Fabricius en 1792.
Se distribuye por Europa. Habita en Rusia (Siberia, Lejano Oriente), Kazajistán, Corea del Norte y del Sur y la provincia de Liaoning, en China.